# Алехинское муниципальное образование (Иркутская область)
Алехинское муниципальное образование — муниципальное образование со статусом сельского поселения в
Черемховском районе Иркутской области России. Административный центр — посёлок Алехино.

## Демография
По результатам Всероссийской переписи населения 2010 года
численность населения муниципального образования составила 1827 человек, в том числе 867 мужчин и 960 женщин.

## Населенные пункты
В состав муниципального образования входят населенные пункты
- Алехино
- Заморская
- Паршевникова
- Средний Булай[2]